# Nowodwór (gemeente)
De gemeente Nowodwór is een landgemeente in het Poolse woiwodschap Lublin, in powiat Rycki.
De zetel van de gemeente is in Nowodwór.
Op 30 juni 2004 telde de gemeente 4284 inwoners.

## Oppervlakte gegevens
In 2002 bedroeg de totale oppervlakte van gemeente Nowodwór 71,72 km², waarvan:
- agrarisch gebied: 72%
- bossen: 23%

De gemeente beslaat 11,65% van de totale oppervlakte van de powiat.

## Demografie
Stand op 30 juni 2004:
| Omschrijving                   | Totaal | Totaal | Vrouwen | Vrouwen | Mannen | Mannen |
| ------------------------------ | ------ | ------ | ------- | ------- | ------ | ------ |
| eenheid                        | aantal | %      | aantal  | %       | aantal | %      |
| inwoners                       | 4284   | 100    | 2080    | 48,6    | 2204   | 51,4   |
| bevolkingsdichtheid (inw./km²) | 59,7   | 59,7   | 29      | 29      | 30,7   | 30,7   |

In 2002 bedroeg het gemiddelde inkomen per inwoner 1308,75 zł.

## Administratieve plaatsen (sołectwo)
Borki, Grabowce Dolne, Grabowce Górne, Grabów Rycki, Grabów Szlachecki, Jakubówka, Lendo Wielkie, Niedźwiedź, Nowodwór, Przestrzeń, Rycza, Trzcianki, Urszulin, Wrzosówka, Zawitała, Zielony Kąt

## Aangrenzende gemeenten
Adamów, Kłoczew, Krzywda, Ryki, Ułęż

## Linki zewnetrzne
- Interaktywna Mapa Powiatu Ryckiego